# Maya Avant
Maya Avant (nata Myron Avant, precedentemente Forrester) è stata un personaggio della soap opera Beautiful, interpretato da Karla Mosley dal 2013 al 2019. Il personaggio di Maya Avant appare nuovamente in Room Eight - non un semplice spin-off della soap, ma una serie web che fa parte della linea narrativa di Beautiful - come aspirante attrice scelta per interpretare il ruolo della protagonista Scarlett Moore nelle webserie chiamata appunto Room eight. Caratterizzata da alcuni critici come "arrampiccatrice sociale" e "cercatrice d'oro", Maya diventa un popolare personaggio che "ama farsi odiare" dagli spettatori grazie alle sue manipolazioni nei suoi tentativi di ottenere ciò che vuole. Daytime Confidential si riferiva specificamente a Maya come la versione nera dell'iconico personaggio di All My Children, Erica Kane (Susan Lucci).
Nel 2015, Maya si dichiara transgender, diventando così il primo personaggio transgender nella storia della televisione americana. La rivelazione sconvolge il genere soap opera, tipicamente conservatore e oltre a diventare una notizia in diversi media mainstream tra cui USA Today, la rivista People e diverse pubblicazioni LGBT, consente anche l'introduzione nello spettacolo televisivo della sua famiglia, tra cui la sorella Nicole Avant (Reign Edwards), i suoi genitori, Vivienne Avant (Anna Maria Horsford) e Julius Avant (Obba Babatundé), la sorellastra Sasha Thompson (Felisha Cooper) e suo cugino Alexander Avant (Adain Bradley). In questo modo gli Avant diventano la prima e unica famiglia afroamericana nella quasi trentennale storia dello spettacolo.

## Biografia del personaggio
Maya è figlia di Julius Avant e di Vivienne Avant. Ha una sorella minore, Nicole Avant, e una sorella segreta (da parte di padre), Sasha Avant. Maya è stata il primo personaggio nuovo entrato in scena dopo la morte di Stephanie e attualmente è la modella di punta della Forrester Creations.

### L'arrivo a Los Angeles e la relazione con Rick Forrester
Maya è un'aspirante attrice che si reca a Los Angeles in ricerca di sua figlia, che in precedenza era stata data da lei in affido (si scopre in seguito che la bambina è morta in un incidente stradale con i suoi genitori adottivi). Prende così in affitto un appartamento sopra il Dayzee's, il bar dove fa volontariato Rick, con il quale instaura un forte legame e comincia a passare molto tempo, nonostante lui sia fidanzato con Caroline Spencer, che tenta invano di separarli, poiché si sente rifiutata dal fidanzato. Rick, inizialmente, non racconta niente a Maya della sua famiglia e un giorno decide di portarla nella boutique di famiglia per farle provare qualche abito alla moda, ma è li che viene chiamato da alcuni suoi dipendenti "Signor Forrester": Rick quindi rivela la sua identità e Maya si infuria con lui, per non averle raccontato la verità subito. Successivamente, Maya perdona Rick e i due decidono di ricominciare il loro rapporto, non pensando al passato ma concentrandosi sul presente, così i due, sentendosi sempre più attratti l'uno dall'altra, si baciano. Per quanto riguarda il lavoro, Rick si rende conto che ha bisogno di un nuovo portavoce e così suggerisce a Maya di diventarlo e lei accetta. Rick, di conseguenza, lascia Caroline per Maya. Un giorno, Maya entra nell'ufficio della Forrester per cercare Rick, ma qui trova lo zio di Caroline, Bill Spencer, che nel frattempo ha appreso della situazione sentimentale della nipote: Bill ha così scavato nel passato di Maya e ha scoperto che ha un ordine di restrizione contro Jesse Graves, padre della sua bambina deceduta, e che se tale ordine fosse violato anche per un attimo, la ragazza tornerebbe immediatamente in prigione. Bill minaccia dunque Maya di metterla nei guai, se non starà lontana da Rick. Tuttavia, Maya affronta coraggiosamente Bill e conferma senza alcun timore le affermazioni sul suo passato con Jesse, un cattivo ragazzo che trasportava armi e che ha rapinato a mano armata un negozio a insaputa della ragazza, che venne dunque trascinata in prigione con lui, pur essendo innocente. Nonostante le minacce di Bill, Maya decide di uscire con Rick per una serata in un club, ma qui si sente a disagio quando Caroline fa di tutto per farsi notare da Rick, così decide di starsene temporaneamente in disparte. Nel frattempo Bill ingaggia la sua assistente Alison Montgomery per pagare 10.000 dollari a Jesse Graves, uscito di prigione a causa del sovraffollamento delle carceri, per incontrare Maya al club e semplicemente starle vicino. Jesse capisce che c'è qualcosa sotto, tuttavia accetta. Nel vederselo accanto al club, Maya rimane sconvolta, ma lui riesce a convincerla a parlargli con la scusa di trovarsi in un locale affollato. Qui Maya ha il duro compito di rivelare a Jesse che in passato hanno avuto una bambina, ma che questa ormai è deceduta con la sua famiglia adottiva; inoltre ne approfitta per dirgli che con lui non vuole avere più niente a che fare a causa dell'ordine restrittivo e che attualmente è interessata a Rick. Tuttavia Alison mette in atto il suo piano: mentre i due chiacchierano inconsapevoli, questa scatta una foto compromettente per dimostrare che l'ordine di restrizione è stato violato. Successivamente, Maya si ritrova Alison alla porta di casa mentre tiene minacciosamente in mano la foto, che sarà consegnata al procuratore del distretto di polizia, se la ragazza non si deciderà a stare lontana da Rick definitivamente. Maya si sente dunque stretta in una morsa dalla quale non può uscire, ed è costretta, per evitare che il suo passato infanghi il nome di Rick e della Forrester Creations, a lasciare il giovane, dicendogli che tra loro non può funzionare e che deve stare con Caroline, una donna migliore di lei. Rick non capisce le motivazioni di questo gesto e anche Caroline rimane molto stupita dalla notizia, ma non ci pensa due volte a riavvicinarsi immediatamente a Rick. Iniziando a sentirsi sempre più intrappolata e ricattata, Maya confida a Carter che la causa della rottura con Rick sono le minacce di Alison e Bill, ma gli fa giurare di non dirlo a nessuno. In seguito, però, la ragazza, stufa della situazione ridicola e stressante del ricatto, affronta Bill, dicendogli che ha scelto la persona sbagliata da minacciare. Maya dunque si reca a casa di Rick per raccontargli la verità, nonostante i tentativi di Caroline di prendere tempo e invitarla ad andarsene. Una volta scoperte le minacce, Rick caccia di casa Caroline e tronca definitivamente la relazione con lei. Successivamente anche Bill viene costretto, una volta rinchiuso da Rick nel set di una finta prigione per la Hope for the Future, ideata proprio da Caroline, a smettere di minacciare Maya, altrimenti sua nipote sarà licenziata dalla Forrester. Bill, anche se molto malvolentieri, accetta le condizioni. Rimasti finalmente soli, Rick e Maya fanno l'amore per la prima volta e il giorno dopo alla ragazza viene regalata la collana della nonna di Rick. Presentandosi in ufficio, Pam accoglie i due con molto calore e viene quindi informata della fine del rapporto con Caroline. Le cose sembrano andare bene tra Maya e Rick.

### La relazione con Carter Walton
Tuttavia, Caroline, che ancora non si rassegna alla decisione presa da Rick, nel trovarsi ad accompagnare Carter a un provino per la serie web "Room 8", scopre che il produttore della serie è un suo amico, Rafael, che, dopo aver assunto Carter, cerca un ruolo da protagonista femminile da affiancargli. Caroline sfrutta subito l'occasione per persuadere Rafael a ingaggiare Maya, con la speranza che, così facendo, possa far riavvicinare la Avant e Carter, per poi riprendersi Rick. Rafael, deluso dalle performance delle altre 10 ragazze in attesa per il provino, scopre in Maya proprio il talento che stava cercando e scorge l'intesa che scorre tra lei e Carter, perciò la ragazza viene ingaggiata come protagonista femminile, non sapendo che sotto tutto questo c'è proprio la mano di Caroline, che, non ancora soddisfatta, costringe Rafael a modificare il copione delle puntate, affinché le scene girate siano molto spinte e sensuali. Maya si accorge del cambiamento, ma, spinta da Rafael e da Carter a smetterla di criticare qualsiasi cosa, decide di attenersi al nuovo copione. In seguito, Maya finisce per trascorrere una notte con Carter e a causa di questo Maya e Rick si lasciano: lei si fidanza ufficialmente con Carter, che è anche avvocato della Forrester, e Rick sposa Caroline. Maya però continua ad amare Rick e tenta più volte di riconquistarlo, ma senza successo. Così, una volta che Carter sa che lei prova ancora dei sentimenti per Rick, decide di lasciarla.

### Il cambiamento di Maya e la sete di potere Forrester
A causa della caduta dall'elicottero in mare a Dubai di Ridge, che ha messo in seria difficoltà la sua capacità di disegnare, Caroline si avvicina a quest'ultimo per aiutarlo a disegnare i suoi capi, condividendo con lui questo segreto. Con il passare del tempo nasce un sentimento condiviso tra i due, che verrà smascherato da Maya, causando l'ira di Rick, che attua con un inganno una scalata della Forrester con lei: infatti, Eric lo nomina amministratore delegato al posto di Ridge, che era in procinto di diventarlo. Inoltre, Rick chiede il divorzio da Caroline. La nuova coppia si impadronisce della villa dei Forrester e Rick offre a Maya un lavoro come modella di punta della Hope For The Future, la linea di moda della sorella di Rick. Maya inizia così a montarsi la testa e vuole che tutti la considerino la nuova matriarca Forrester: nessuno sembra riuscire a fermarla.

### Il segreto di Maya
Tuttavia, la serenità di Maya dura poco: infatti, sua sorella Nicole giunge in città e costringe Maya a rivelare a Rick che lei è in realtà una transessuale e che in precedenza si chiamava Myron. Nonostante l'odio di Rick per i segreti (ne viene a conoscenza proprio per ultimo) e lo scandalo di cui approfitterà Bill per una scalata ostile dell'azienda insieme a Ridge ai loro danni, Maya viene perdonata e accettata sia da Rick che dalla sua famiglia.

### Il matrimonio con Rick e la nascita di Lizzie Forrester
Così Maya giunge infine a coronare il sogno di sposare Rick nella villa dei Forrester. Successivamente la coppia si rivolge a Nicole per convincerla a fare loro da madre surrogata per avere un bambino, inconsapevoli dei futuri risvolti negativi sulla vita sentimentale della giovane: Nicole accetta infatti la richiesta e si impegna fino alla fine per portare a termine l'arduo compito, nonostante le complicazioni sopravvenute e l'arrivo di Sasha Thompson Avant, che approfitterà delle difficoltà sentimentali della giovane per rubarle il fidanzato Zende Forrester. Mesi dopo, Nicole dà alla luce per Rick e Maya la bambina, che la coppia chiama Elizabeth Nicole (abbreviato in "Lizzie") in onore della nonna di Rick, Beth Logan, e di Nicole che ha permesso il lieto evento con la gravidanza surrogata. Quando Nicole verrà a sapere di non poter più avere figli, si attaccherà alla "nipote" tanto da rivolerla, ma sarà Zende a intercedere per poi partire con lui per Parigi. Hope non vuole Maya come testimonial nella sua linea e questo creerà attrito tra le due cognate. La vita di Maya e Rick trascorre in tranquillità sostenendo Hope nel suo prossimo matrimonio con Liam. Rick e Maya partono per Parigi per poi terminare il loro matrimonio: sarà l'Avant a rivelarlo a Brooke rimanendo a vivere nella sua proprietà con la piccola Lizzie. Con la "morte" della piccola Beth, Maya sosterrà Hope in un difficile momento e farà la stessa cosa con Thomas per la perdita di Caroline, sua vecchia rivale. Da lì in poi il personaggio di Maya si consumerà per poi uscire definitivamente di scena.

## Personaggio

### Casting
Michael Logan su TV Guide ha annunciato il casting di Karla Mosley e del suo ex co-protagonista di Sentieri, Lawrence Saint-Victor, a dicembre 2012. Dopo il programma per bambini Hi-5 nominato agli Emmy, ha fatto la sua prima apparizione il 22 gennaio 2013 dopo la firma del contratto. Il personaggio di Mosley è una donna di Skid Row che condivide il suo passato con Dayzee Forrester (Kristolyn Lloyd). A novembre 2012 Mosley ha rivelato di essere a Los Angeles e di tornare a New York per la festa del ringraziamento, quando è stata contattata dai suoi agenti per conto del produttore e capo sceneggiatore Brad Bell e del regista Christy Dooley che avevano mostrato interesse nei suoi confronti. Essi avevano apprezzato il lavoro di Mosley nel ruolo di Christina in Sentieri e si sono detti pronti ad ofrirle la possibilità di interpretare "qualcuno che è un po 'spigoloso". Mosley "ha colto al volo l'occasione".

### Caratterizzazione
A differenza della maggior parte dei ritratti archetipici dei personaggi transgender in quel periodo, Maya aveva già completato la sua transizione e stava vivendo la sua vita. Maya è stato il terzo personaggio transgender nella storia delle televisione, preceduto dalla top model Azure (Carlotta Chang) di The City e All My Children e dalla la rocker glamour Zoe Luper (Jeffrey Carlson) che si innamora di Bianca Montgomery (Eden Riegel). Ma è stato il primo personaggio transgender ad apparire regolarmente in una serie alla televisione americana diurna. La soap opera inglese Coronation Street aveva creato il primo personaggio transgender che appariva con regolarità nella serie drammatica nel 1998, quando la serie ha introdotto Hayley Cropper (Julie Hesmondhalgh). Il film del 1991 Soapdish che ha reso celebre la televisione in orario diurno è stato caratterizzato dall'esibizione di un'attrice transgender in diretta. Sebbene la sceneggiatura televisiva di personaggi gay, lesbiche e bisessuali fosse diventata comune negli ultimi anni, "i personaggi transgender continuano a rimanere indietro" secondo il direttore delle comunicazioni di GLAAD, Nick Adams. Al momento della rivelazione, "Maya Avant è attualmente l'unico personaggio transgender in trasmissioni e televisione via cavo", ma anche unica donna trans di colore che lavora nel settore della moda. La sceneggiatura per i personaggi transgender di solito mostravano un personaggio passeggero. Spettacoli come Orange Is the New Black e Trasparent presentano regolarmente personaggi transgender ma nessuna delle due serie è trasmessa in televisione. Nel frattempo, la serie Glee di Fox ha introdotto nella sua stagione conclusiva una trama in cui un personaggio transgender stava compiendo la transizione. Mosley è anche la prima attrice in un ruolo transgender ad essere pubblicizzata come "protagonista" della sua serie. La separazione di Maya e Rick dopo la rivelazione, porta molti a mettere in dubbio la longevità del personaggio. Tuttavia, lo show runner Bradley Bell ha dichiarato che "Karla Mosley è emersa come la protagonista di Beautiful, e rimarrà tale", diventando la prima sposa transgender nella storia della televisione americana diurna quando sposa Rick Forrester (Jacob Young) ad agosto 2015.
In un'intervista a Soap Opera Digest ad aprile 2013, Mosley ha dichiarato: "Maya è una forza della natura". Tuttavia, il "tallone d'Achille" di Maya sono questi uomini che entrano nella sua vita, si innamora facilmente e spesso si brucia". Mosley ha descritto Maya come una "persona molto razionale, per la maggior parte". "È così tanto, ma a volte devo assicurarmi di leggere le sceneggiature in anticipo, perché un sacco di volte, le leggerò e quasi proverò un mal di stomaco per le decisioni che sta per prendere". Mosley, che inizialmente ha messo in dubbio che lo status di transgender di Maya dovesse influenzare il suo ritratto, ha rivelato al Daily News che "mi ha davvero dato più sfaccettature e ho davvero approfondito la mia comprensione di chi è lei". Secondo Brad Bell, dopo essere stata evitata dalla sua famiglia, "Maya è diventata brontolona e egocentrica".